# Yamaguchi Takeo
Yamaguchi Takeo (japanisch 山口長男; geb. 23. November 1902 in Seoul, gest. 27. April 1983) war ein japanischer Maler im Yōga-Stil und früher Vertreter der abstrakten Malerei in Japan.

## Leben und Wirken
Yamaguchi studierte kurz an dem „Studio für westliche Malerei Hongō“ (本郷洋画研究所, Hongō yōga kenkyūjo) und an der „Kawabata-Schule für Malerei“ (川端画学校, Kawabata gagakkō). Dann studierte er an der Tōkyō bijutsu gakkō, der Vorläufereinrichtung der Geidai, in der Abteilung für westliche Malerei unter Wada Eisaku und macht dort 1927 seinen Abschluss. Im selben Jahr gründete er zusammen mit seinen Malerfreunden Inokuma Gen’ichirō (猪熊 弦一郎; 1902–1993), Ushijima Noriyuki, Okada Kenzō, Ogisu Takanori und anderen die Jōto-Gruppe.
Yamaguchi reiste dann zusammen mit Ogisu nach Paris und besuchte dort Saeki Yūzō. Während er in Paris war, besuchte er häufig den Bildhauers Ossip Zadkine in seinem Atelier. 1930 kehrte er nach Japan zurück.
Ab 1932 begann Yamaguchi, seine Werke auf den Ausstellungen der Nika-kai (二科会) zu zeigen, und im folgenden Jahr wurde dann seine avantgardistischen Bilder gezeigt. 1936 wurden seine Bilder „Form“ (体, Tai) und „Ausgestreckt“ (臥, Ga) auf der 12. Ausstellung der Nika-kai gezeigt. 1938 zeigte er „Form A“ (形A, Katachi A) und wurde ein Fellow der Nika-kai. Im selben Jahr unterstützte er, zusammen mit Yoshihara Jirō und Katsura Yukiko, die Gründung der Künstlervereinigung „Club Zimmer Nr. 9“ (9室会, Kyūshitsu-kai), die ihre erste Ausstellung im folgenden Jahr veranstaltete.
Nach dem Weltkrieg wurde Yamaguchi Mitglied der reformierten Nika-kai, auf deren Ausstellungen er seine Bilder bis 1962 zeigte.  Auf deren 32. Ausstellung 1947 zeigte er die Bilder „A“, „B“, „C“ und „D“ und erhielt eine Auszeichnung dafür. Er beteiligte sich auch an anderen Ausstellungen, so an der der „Vereinigten Kunstgruppe“ (美術団体連合, Bijutsu dantai rengō) und an der „Ausstellung für gegenwärtiger Kunst“ (現代美術展, Gendai Nihon bijtsu-ten) im Jahr 1954.
Yamaguchi gewann eine Auszeichnung für sein Werk „Form“ (形, Katachi). Er zeigte 1955 Bilder auf der Biennale von São Paulo, 1956 auf der Biennale di Venezia und 1958 auf der Guggenheim International Art Exhibition. – In dieser Zeit gründete Yamaguchi, zusammen mit Hasegawa Saburō, Murai Masanari und anderen, den „Japan Abstract Art Club“.
Ab 1954 war Yamaguchi Professor an der privaten Kunsthochschule Musashino (武蔵野美術学園, Musashino bijutsu gakuen), von 1982 bis 1983 deren Präsident. 1962 erhielt er den Förderpreis des Kultusministers (芸術選奨, Geijutsu senshō). 1980 wurde er, zusammen mit dem Bildhauer Horiuchi Masakazu (1911–2001), mit einer Ausstellung im Nationalmuseum für moderne Kunst Tokio geehrt.
Zu den repräsentativen Werken Yamaguchis, unter denen die späteren dem Hard-Edge-Stil zugeordnet werden können, zählen „Teich“ (池, Ike; 1936), „Struktur“ (構成, Kōsei; 1955), „Obskurität“ (漠, Baku; 1972) und „Verbindung“ (合, Gō; 1975).